# 張純明
張純明（1903年4月2日—1984年7月29日），字鏡軒，又名永昭。河南省洛寧縣趙村鄉樊村人。民國37年（1948年）在河南省第六選區當選第一屆立法委員

## 生平[1]
- 民國十年，考入開封河南省立留歐美預備學校
- 民國十三年，放洋赴美，入伊利諾大學，主修社會、政治學科
- 民國十六年，獲碩土學位，同年轉入耶魯大學繼續深造
- 民國二十年，得博士學位，為天津私立南開大學校長張伯苓敦聘回國，先後任該校政治學教授、系主任、文學院院長，並主編南開政治經濟學報
- 民國二十一年，與長沙余瓊芝女士（何廉妻妹，南京金陵女子文理學院畢業）結縭
- 民國二十六年，抗戰前夕，奉國民政府委派以專家名義赴歐美考察，初獲國際聯盟協助考察英、法、德各國地方行政。逾年，得美國洛克菲勒基金會研究補助，赴美考察羅斯福新政設置之田納西河谷管理局
- 民國二十七年秋，回國復命，旋被徵召任行政院簡任秘書
- 民國三十一年一月，河南省政府主席衛立煌去職、李培基繼任，純明奉派為河南省政府委員，服務桑梓
- 民國三十三年七月，河南省政府改組，劉茂恩繼任主席，純明回重慶，受任為中央設計局委員
- 民國三十六年一月六日，在南京創刊《世紀評論》；民國三十七年秋、冬間，從南京向廣州疏散中，不得不停刊。
- 民國三十六年四月，由立法院院長孫科提名，經國民政府任用為立法委員。民國三十七年一月，當選為行憲後第一屆立法委員；五月，立法院第一屆第一會期開會。
- 民國三十八年二月，政府南遷廣州，原擬重整學術生涯，應嶺南大學之聘；旋以大陸易手，中華民國駐聯合國代表團工作吃緊，蔣廷黻要求政府派幹才到紐約協助奮鬥，蔣與純明私交甚篤，在南開大學及行政院共事多年，對其品學知之頗稔，特別保薦為額外顧問（其地位介於專門委員與副代表之間，惟系聘任），純明毅然接受。其經常工作為撰寫重要文稿，歷任外長及常任代表在聯合國大會總辯論之講詞、中國代表權問題之辯論或答辯，大都出自其手。純明在代表團前後十餘年，為常任代表蔣廷黻重要搭檔
- 1951年，註銷立法委員名籍[2]
- 1956年，調任公使級副代表。
- 1967年3月，大使級副常任代表薛毓麒調駐加拿大大使，由純明承其乏。
- 1971年，中華民國退出聯合國，代表團亦隨之解散，但仍在駐紐約總領館內維持一個三人小組，繼續注意聯大各部門動態，此小組即由純明領導。
- 一九七一年、一九七二年，外交部長周書楷、沈昌煥先後出席馬尼拉、漢城亞太理事會，需要得力助手，一經電召，純明莫不立即就道。
- 純明以近八十之年奉邀翻譯《蔣總統秘錄》英文版，一九八一年由紐約聖若望大學發行。純明體質素健，自完成此一巨著後，心力消耗過多，目力受損尤甚，因切除膽石，發現肝癌，抵抗力弱，轉患肺炎，於1984年7月29日病逝美國紐約，年八十二歲。